# Virgen del Henar
Nuestra Señora de El Henar o Virgen de El Henar es una imagen mariana que se venera en el Santuario de Nuestra Señora de El Henar, ubicado a 5 km de la villa de Cuéllar, provincia de Segovia, a la cual pertenece. Debe su nombre al topónimo henar, que significa lugar poblado de heno, y celebra su fiesta el domingo anterior a San Mateo (21 de septiembre) con una multitudinaria romería.
A pesar de que la leyenda cuenta que fue traída desde Tierra Santa por San Jeroteo, primer obispo de Segovia, se trata de una talla del siglo XII y por lo tanto pertenece al románico.
Fue coronada canónicamente en 1972 y el pontífice Pío XII la proclamó en 1958 patrona de los resineros de España. Posee la Medalla de Oro de la provincia de Segovia desde 1972 y el bastón de alcaldesa mayor de Cuéllar, cargo que goza de forma perpetua. También es patrona de la Comunidad de Villa y Tierra de Cuéllar.

## Descripción
La imagen preside el altar mayor de su Santuario, y tiene unas medidas de 80 cm de alto, 30 cm de ancho y 20 cm de grosor; está realizada en madera de nogal y carece de espalda, pues en su origen estaba adosada al muro.
Se trata de una imagen de tipo hierático, de imitación bizantina siguiendo el patrón de virgen sedente, Trono de Sabiduría, que muestra con serenidad y dulzura a su hijo entre sus piernas, sostenido en sus manos. Está representada sentada en una silla o arqueta, con un porte rígido y grave y de rasgos primitivos o elementales.
Su rostro, de especial belleza y más bien oscuro, por el que ha merecido el sobrenombre de “La Morenita”. El ropaje, de pliegues rectos, está decorado con policromía azul y roja, y el manto cae simétrico al cuerpo, cubriendo los brazos que apoya sobre sus rodillas. El Niño, de sorprendente parecido con la madre, posa en actitud de bendecir, al estilo de los Pantocrátor, con su mano derecha, mientras que con la izquierda sostiene un libro, y se ciñe a una especie de toga que le envuelve y cae sobre su hombre izquierdo. Madre e hijo forman un conjunto armonioso, teniendo en cuenta las desproporciones habituales de la época. La imagen se presenta sobre una peana decorada con ángeles en relieve que simulan sujetar a la Virgen.
Adaptándose a las modas, fue vestida con amplios ropajes en el siglo XVIII, para lo cual le fueron mutiladas algunas partes secundarias, y se le añadieron unas manos postizas, creando así una imagen de caballete. A comienzos del año 1969 y con vistas a su coronación, fue completamente restaurada por el artista segoviano Ángel García Ayuso, que eliminó los elementos añadidos en el siglo XVIII y recuperó las partes mutiladas, siendo presentada nuevamente al público el 25 de marzo del mismo año.

### Nombre de Henar
El origen del nombre femenino de Henar radica en esta imagen, y es muy popular en Segovia y Valladolid.

## Origen: leyenda y realidad
El origen de esta imagen, como el de todas las tallas románicas de María, está basado bajo un doble aspecto: por un lado el tradicional y por otro el histórico, sin que ambos concuerden.
La tradición afirma que la imagen fue traída desde Antioquía (Tierra Santa) en el año 71 d. C. por San Jeroteo, primer obispo de Segovia y venerada en una pequeña aldea de la Tierra de Cuéllar, actualmente despoblada, que se llamó Santa María del Henar, hasta el año 714 en que, para protegerla de las campañas musulmanas, fue enterrada en un lugar indicado por los hermanos segovianos San Frutos, San Valentín y Santa Engracia, junto con un cirio encendido, permaneciendo oculta durante ocho siglos hasta que, en 1580 se apareció a un niño pastor del cercano municipio de Viloria del Henar, mientras pastaba su rebaño, y le dijo: "Soy Santa María de El Henar que he estado oculta aquí muchos años, hallarás debaxo de unas losas mi Imagen, la qual pondrás en una casita que harás en el mismo sitio que antes estuvo mi Iglesia hasta que venga tiempo en que se fabrique mayor templo y diciendo estas palabras desapareció".
Fue entonces cuando la imagen llevó a cabo el primer milagro de los muchos que se la atribuyen: curó al niño, que estaba manco de un brazo como prueba del cielo ante sus gentes, y al descubrir la imagen se halló el cirio encendido al lado de una fuente de abundantes aguas que surgió de la nada. La invención de esta leyenda fue obra del párroco de Cogeces del Monte, Juan Rodrigo, en el siglo XVII.
La realidad convierte en absurda la leyenda, semejante en su esquema al de tantas apariciones marianas en España. La arqueología nos confirma que no es posible hallar esculturas de María anteriores al siglo IV, después del Concilio de Éfeso celebrado en el año 430, que proclamó la Maternidad de María, y en España no se comenzó a imitar las primeras imágenes bizantinas hasta el siglo X, siendo abundantes en los siglos XI y XII. Es suficiente una simple mirada a la imagen para ver que se trata de una talla del más puro estilo románico, de principios del siglo XII, tirando por tierra la tradición de su enterramiento en el siglo VIII. Por otro lado, en el año 1430, el arcediano de Cuéllar Gómez González compró los libros litúrgicos de la ermita en ruinas de Santa María del Henar, para llevarlos a la capilla del Hospital de la Magdalena, una de sus fundaciones. Esto nos indica que no podía estar enterrada en aquellos años si recibía culto en la citada ermita, y tampoco hace veraz su descubrimiento en 1580.

## Santuario de El Henar

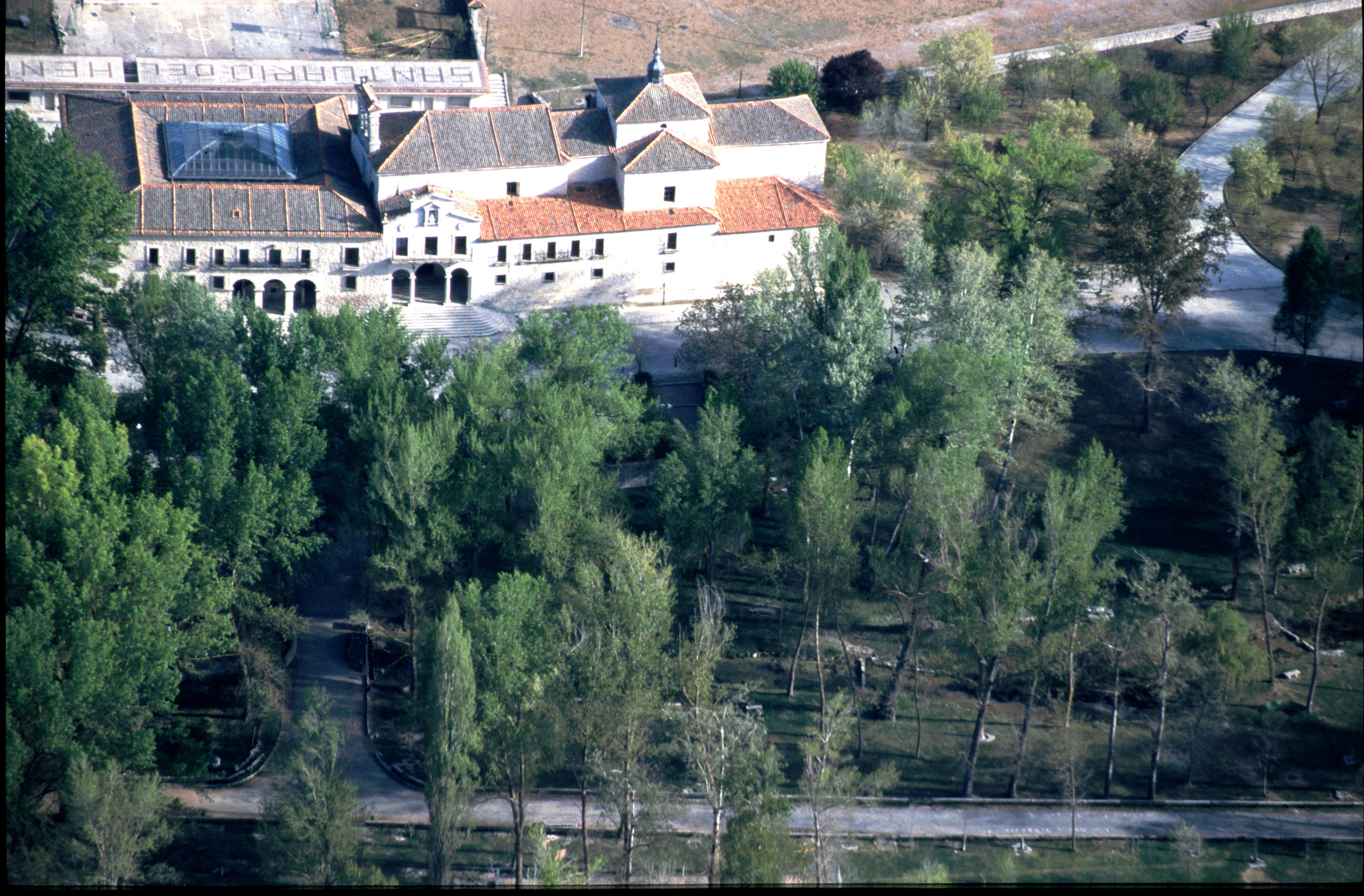
Vista aérea del Santuario de Nuestra Señora de El Henar.

Situado a 5 kilómetros de la villa de Cuéllar (Segovia), y en término municipal de la misma se levanta el santuario en el que se venera la imagen. Construido en el siglo XVII sobre una ermita que ya existía en 1430. Ha estado habitado por una congregación de Carmelitas desde 1924 hasta el año 2021. En la actualidad es culto es atendido por el clero local.
En su interior destaca el camarín de la Virgen, de estilo neoclásico y construido en 1759 por José Borgas. Posee una cúpula ovalada, decorada al fresco con pinturas de José Micot, en las que se observan escenas de la leyenda de la aparición de la virgen, acompañadas de otras bíblicas. Preside el camarín un retablo dorado de estilo rococó, en cuya hornacina se ubica la imagen, que gira sobre su eje, convirtiéndose también en la hornacina del retablo mayor del templo. Sobre sus paredes cuelgan obras de Willem van Herp, de la escuela de Rubens, y de Antón Wolfaert, entre otros. El santuario también alberga un museo, donde pueden contemplarse diferentes mantos de la Virgen, las condecoraciones que ha recibido y otros objetos donados por sus fieles. El complejo se completa con una extensa pradera frente al santuario, en cuyas inmediaciones se localiza la Fuente El Cirio, a cuyas aguas se atribuyen propiedades milagrosas.

## Milagros atribuidos
A lo largo del siglo XVII la devoción fue alimentada por una serie de milagros atribuidos a la imagen. Los frescos de su camarín relatan algunos de ellos, pero hay registrados cientos. Entre ellos, se encuentran:
- Domingo Martín, un niño de Zarzuela del Pinar cayó a una fuente y lo sacaron como muerto. Su tía lo ofreció a la Virgen del Henar y al poco tiempo el niño despertó y lloró.
- María García, una mujer tullida y vecina de Coca se encomendó a la Virgen para que la permitiera ir a su Santuario y la curó el 16 de julio de 1614.
- Un muchacho mudo de 16 años fue en romería al Santuario y comenzó a hablar.
- En 1686 el cura de Matabuena, tullido, fue en romería a ver a la Virgen y salió corriendo.

## Coronación Canónica
En el año 1956 la Congregación Carmelita comenzó a impulsar la coronación canónica de la imagen, para lo cual se reunieron más de 30 000 firmas, y se llevó la petición a Daniel Llorente y Federico, obispo de la diócesis, quien a pesar de aprobarla, fue alargando el proceso sin obtener resultados. Ocho años más tarde se volvió a iniciar el proceso, que se propuso al nuevo obispo, Antonio Palenzuela Velázquez, quien aceptó el proyecto.
Tras los pertinentes trámites se llevó la petición oficial a Roma el 28 de abril de 1971, dirigida a Pablo VI, quien concedió la gracia de la coronación mediante un Decreto Vaticano fechado el 30 de mayo del mismo año. Comenzaron los preparativos con una peregrinación de la imagen por la Comunidad de Villa y Tierra de Cuéllar, quien la aclamaba como patrona. Se decidió que la fecha de coronación fuese el 25 de junio, y que el padrinazgo correría a cargo de la Diputación Provincial de Segovia en la persona del cuellarano Modesto Fraile Poujade, presidente de la misma.
La nueva corona fue donada por la Camarera Mayor, doña María Esteban Sanz.
El acto de coronación fue un acontecimiento multitudinario, que congregó gente de los municipios de la Comunidad, y de las provincias de Segovia y Valladolid, que llegaron en más de 7.000 vehículos y un centenar de autobuses. La ceremonia fue presidida por el Cabildo catedralicio de Segovia al completo junto con su Obispo, al que acompañaban el Arzobispo de Valladolid, Félix Romero Mengíbar, el arzobispo dimisionario de la misma diócesis, José G. Goldáraz, el Obispo de Salamanca, Mauro Rubio Repullés y los Superiores mayores de la Orden del Carmen. Acompañaron a las autoridades eclesiásticas los alcaldes de los 36 municipios de la Comunidad con sus respectivas cónyuges, así como el presidente de la Diputación y su esposa y la Camarera Mayor de la Virgen, doña María Esteban Sanz, viuda de don Felipe Bobillo Romero.
Después de recorrer unos metros entre la multitud, que se arrodillaba emocionada al paso de la Virgen, la imagen fue coronada en medio de la pradera del santuario, en el altar que se instaló para la ceremonia. La eucaristía fue acompañada de la Coral Vallisoletana, que entonó el Himno de la Coronación. En ella se leyó el telegrama que Pablo VI había enviado, y el rito lo realizó el arzobispo de Valladolid, quien después de bendecir las coronas y mostrarlas al público, subió a la carroza y las colocó primero sobre el niño y después sobre la madre, diciendo: “Así como eres coronada por nuestras manos en la tierra, del mismo modo, mediante tu intercesión, merezcamos ser coronados por Jesucristo, tu Hijo, con la gloria y el honor de los cielos”. Mientras ello, una bandada de palomas alzaron el vuelo desde el altar mientras más de 200 jóvenes ataviados con el traje regional hacían la ofrenda floral a la Virgen.
La ceremonia fue cubierta por Televisión Española, el NO-DO y una nube de fotógrafos que inmortalizaron el momento, cuyas obras después ocuparon las portadas de los diarios El Norte de Castilla, El Adelantado de Segovia y el ABC, entre otros.

## Patronazgos y dignidades
- Patrona de los resineros de España.  Debido a la situación del santuario, enclavado en la Tierra de Pinares, una de las principales industrias surgidas a principios del siglo XX en la zona fue la extracción de resina, aprovechando el pino resinero tan abundante en la comarca. Por ello, de forma simbólica, aquellos que se dedicaban a esta actividad recurrían a la Virgen como su patrona, tomando tanta fuerza que el hecho llegó al Obispado de Segovia, quien solicitó al Papa Pío XII que la nombrara como tal de forma oficial. El pontífice accedió al nombramiento, y por una breve fechada en Roma el 28 de febrero de 1958 reconoció la imagen como “Patrona Canónica de los Resineros españoles”:

LA AUGUSTA VIRGEN y Madre Clementísima de Dios, bajo la advocación de “Nuestra Señora de El Henar” y cuyo Santuario se halla en la villa de Cuéllar, en la diócesis de Segovia, suele ser venerada por el pueblo cristiano con gran devoción y suntuosidad, y de un modo especial por el personal resinero. Por eso desean que Ella presida sus trabajos... usando de la plenitud de la Potestad Apostólica, en virtud de estas letras y a perpetuidad, CONSTITUIMOS Y DECLARAMOS A LA BIENAVENTURADA VIRGEN MARIA BAJO EL TÍTULO DE NUESTRA SEÑORA DE EL HENAR, CELESTIAL PATRONA DE TODOS LOS RESINEROS ANTE DIOS, con todos los honores y privilegios litúrgicos que corresponden a los Patronos de las asociaciones u órdenes. Dado en ROMA, junto a San Pedro, bajo el anillo del Pescador, el 28 de febrero de 1958.

- Patrona de la Comunidad de Villa y Tierra de Cuéllar.
- Alcaldesa Honoraria de Cuéllar. El 17 de junio de 1939 con motivo del final de la guerra civil española, se trasladó la imagen a Cuéllar, donde pasó una semana llena de celebraciones y festejos. El día 24 del mismo mes, y antes de realizar el camino de vuelta a su santuario, la corporación municipal de la Villa proclamó a la imagen Alcaldesa Honoraria de Cuéllar, en un acto en el que se la impuso el bastón de mando, donado por un vecino de Cuéllar. Dicho bastón forma parte en la actualidad del Museo que la Virgen posee en su santuario.[6]
- Medalla de Oro de la provincia de Segovia. Una vez que se estableció la fecha de la coronación canónica de la Virgen, los representantes de los municipios de la Comunidad de Villa y Tierra de Cuéllar solicitaron a la Diputación Provincial de Segovia por unanimidad y hermanamiento, que le fuese concedida a la Virgen la Medalla de Oro de la Provincia. La diputación, entonces presidida por el político cuellarano Modesto Fraile Poujade, teniendo en cuenta que apadrinaría el acto de coronación de la imagen, decidió en el pleno de 20 de junio de 1972 conceder dicha medalla a la Virgen del Henar, siendo por ello el regalo de coronación de toda la provincia. La medalla le fue impuesta el mismo día de su Coronación, el 25 de junio en su Santuario, de manos de su padrina, Mª Luisa Dorda Dávila, esposa de Modesto Fraile.

CONCESIÓN DE LA MEDALLA DE ORO DE LA PROVINCIA A LA VIRGEN DE EL HENAR, A petición de los 36 pueblos que componen la Comunidad de Villa y Tierra de Cuéllar, y recogiendo el sentir unánime de toda la Provincia sobre la base de la arraigada y secular fe y devoción a la Santísima Virgen de El Henar, una de las imágenes más veneradas en Castilla, y con ocasión de que el día 25 del corriente tendrá lugar en su Santuario la Coronación Canónica, por concesión de Su Santidad el Papa Pablo VI, a petición de esta Corporación Provincial, que ha aceptado el alto honor del padrinazgo de la Coronación, así como de otros diversos organismos. Por ello y en reconocimiento a los innumerables favores recibidos por los segovianos a lo largo de los siglos por la Virgen de El Henar, el Pleno, por unanimidad, acuerda conceder la Medalla de Oro de la Provincia a la venerada Imagen de Nuestra Señora la Virgen de El Henar.

- Medalla de Oro del Centro Segoviano de Madrid. El día de su coronación le fue impuesta la Medalla de Oro del Centro Segoviano de Madrid, de manos del Marqués de Lozoya.[1]

## Romería del Henar

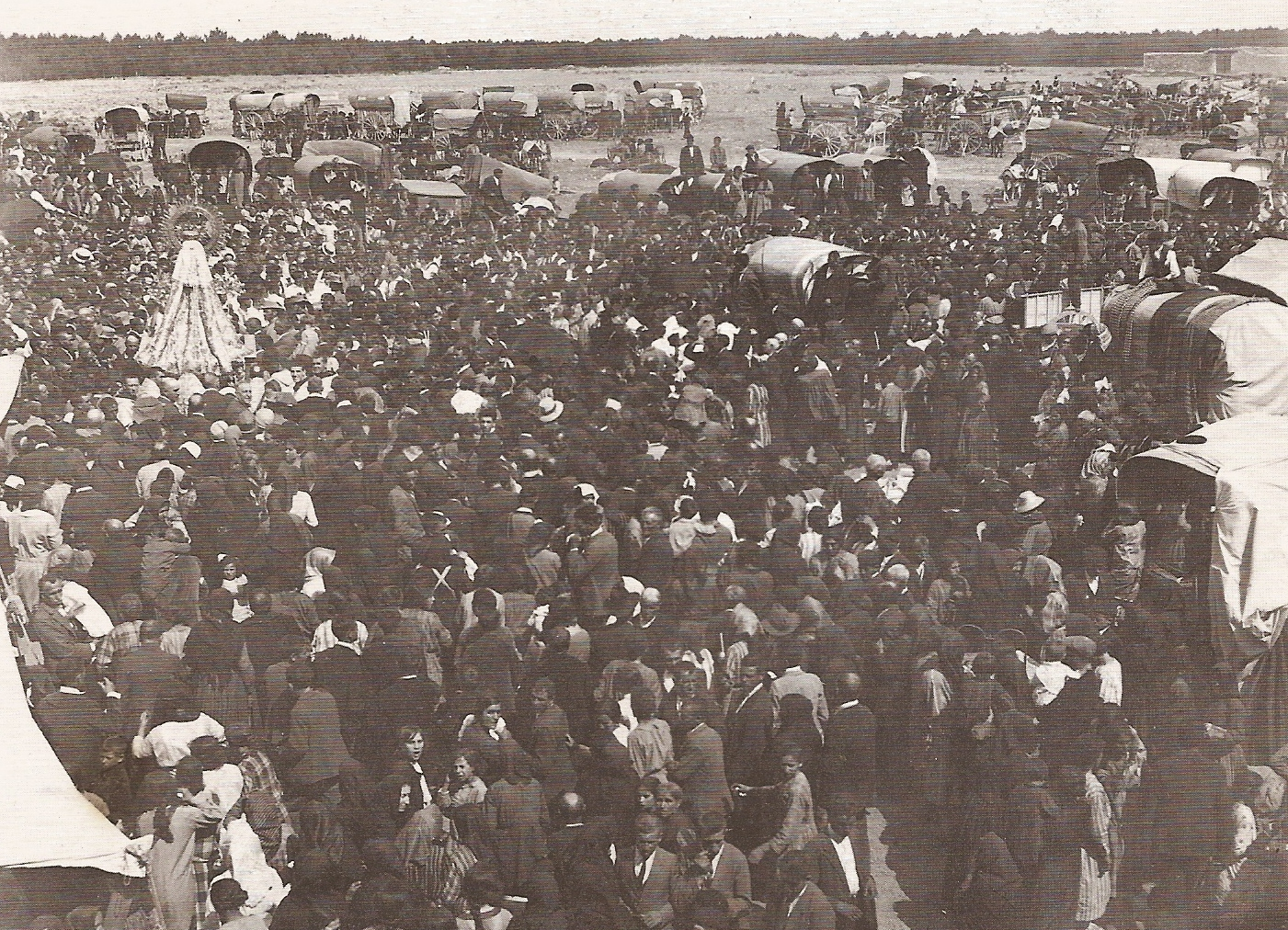
Romería de El Henar a principios del.

Se celebra su fiesta el domingo anterior a San Mateo con una espectacular romería que congrega anualmente a unas 50 000 personas y constituye una de las concentraciones religiosas más fervorosas, pues a ella acude gente de todos los puntos del país.
Dentro de las celebraciones destaca el tradicional novenario, la procesión del Rosario de las Antorchas, la misa mayor y posterior procesión y otros actos religiosos. Se une al programa de actividades una feria y mercadillo típico, donde pueden encontrarse todo tipo de complementos. El domingo siguiente se celebra El Henarillo, otra fiesta en la que también se realizan diversos actos religiosos, así como la feria del domingo anterior.